# Sproeidrogen
Sproeidrogen is een industriële methode om poeder te vormen uit een oplossing. De geconcentreerde oplossing wordt door een verstuiver geleid, om vervolgens in een verwarmde toren te worden gespoten. Door deze manier van vernevelen en drogen krijgt men een kleine korrelgrootte. De kleine druppels drogen aan de warme lucht, en de droge stof blijft over.

## Voorbeelden
Er zijn verschillende producten waarvoor de sproeidroogtechniek wordt toegepast. Een aantal voorbeelden: 
- Melkpoeder
- Wasmiddel
- Oploskoffie
- Poedersoep (soep in droge vorm uit een pakje)
- Industrieel vervaardigde pigmenten

In theorie is sproeidrogen geschikt voor alle processen waar men uit een oplossing een droog poeder wil fabriceren.